# Frederik Wagner (arkitekt)
 Der er flere personer med dette navn, se Frederik Wagner.
Frederik Wagner (12. juni 1880 i København – 4. juni 1946 sammesteds) var en dansk arkitekt.
Hans forældre var kaptajn, senere generalmajor Frederik Wagner og Adamine Charlotte Grønvold. Wagner blev student 1898, tog filosofikum året efter og fik adgang til Hærens Officersskoles næstældste klasse samme år, var på Det tekniske Selskabs Skole 1901-03 (Holger Grønvold) og blev dimitteret fra Gustav og Sophus Vermehrens tegneskole. Han blev optaget på Kunstakademiets Arkitektskole april 1902 og tog afgang maj 1908. Undervejs var Wagner medarbejder hos Ludvig Fenger 1903-04, Søren Lemche 1906 og Anton Rosen 1907. Han var ansat under Stadsarkitektens Direktorat i Københavns Kommune 1908-16, medlem af Søllerød Bygningskommission 1915-33, næstformand fra 1919.
Han modtog K.A. Larssens legat 1906-07 og 1914 og var på rejser til Berlin og Dresden 1902, til Tyskland, Schweiz og Italien 1905 og til London og Paris 1922 og Tyskland 1931.
Frederik Wagners udgangspunkt var nyklassicismen, om end med en vis konservativ sans for det hjemlige, deri indbefattet forkærlighed for murstensarbejdet. Et harmonisk arbejde inden for den nævnte retning er Nervesanatoriet på Dianalund. Senere gik Wagner over til en mådeholden moderne saglighed. En særlig plads inden for Wagnerss produktion, allerede fra den nyklassicistiske periode, indtager de store boligkarreer. Også på dette område ydede Wagner et såvel i praktisk som kunstnerisk henseende samvittighedsfuldt arbejde.
Wagner blev gift første gang den 1. oktober 1909 i København med Yelva Vilhelmine Helene Simonsen (13. september 1886 i København – 25. juni 1935 i Dianalund), adoptivdatter af handelsfuldmægtig, senere rentier Vilhelm Peter Christian Simonsen og Johansine Vilhelmine Alfredine Hansen. Andet ægteskab indgået den 1. juli 1937 i København med Elna Augusta Jacobsen (30. januar 1894 i København – ?), datter af kontrollør og husejer Hans Peter Jacobsen og Britta Hesselholdt.
Han er begravet på Solbjerg Parkkirkegård

## Udstillinger
- Charlottenborg Forårsudstilling 1922-25, 1930-33, 1935-36 og 1943
- Stockholm 1917-27
- London 1922-27
- Amerika (vandreudstilling) 1927-28
- Akademisk Arkitektforenings Vandreudstilling, Paris 1949
- London og Edinburgh 1950

## Arbejder

### Villaer
- Eget sommerhus, Trørødvej 43, Vedbæk (1913)
- Villa, Kastanievej 6, Rungsted Kyst (1914)
- Villaer, Trørødvænget 12 og Trørødvej 38, Vedbæk (begge 1916-17)
- Villa, Rønnebærvej 6, Vedbæk (1916-17, udvidet 1918)
- Havebyen Buskehøj i Gammel Holte (1917-20)
- Villaer, Enighedsvej 17 (nu nr. 35) (præmieret af Gentofte Kommune) og 37, Charlottenlund (begge 1919)

### Andet
- Fabriksbygninger for A/S Nielsen & Winther[1]: Ryesgade 51-55, Østerbro (1916) og Øresundsvej 147, Amager (1917-21, senere A/S Vølund, nedrevet 2000-01)
- Dansk Industri Syndikat, Københavns Frihavn (1917, saboteret og nedbrændt under besættelsen)
- Bygninger for Kolonien Filadelfia, Dianalund: Kurhuset, Afd. for sindssyge Kvinder (1926), Dianalund Nervesanatorium (1928), økonomibygningen (centralkøkken, vaskeri, kedelanlæg m.v.), inspektørbolig og præstebolig (alle 3 1930), værkstedsgården for patienter og håndværkere (1931), lægebygning (laboratorium m. v.) (1932), administrationsbygning (hovedkontor og gæstehjem) (1938) samt hegnet, Afd. for sindssyge Kvinder (1939)
- Bakkegårdsskolen, Skolebakken 20, Gentofte (1935, præmieret)

### Boligbebyggelser
- Strandvejen 19 (nu Østerbrogade 119)/ Christiansmindevej 2-24/ Strynøgade 10/ Fanøgade 12 (1923)
- Lyshøj Allé 8/ Aarestrupsvej 9-17/ Lyshøjgaardsvej 57 (1924-25)
- Nordre Fasanvej 188-190/ Hillerødgade 25-29 (1924-25)
- Strandvejen 9 (nu Østerbrogade 109)/ Taasingegade 2-4/ Langesund 1-15, 2-6/ Stakkesund 1-5, 2-12 / Hjortøgade 1-9, 6-10/ Christiansmindevej 5-11/ Reersøgade 10-18 (1925)
- Damgaarden, Aalholmsvej 13-15/ Bramslykkevej 35-65/ Højdedraget 2-12/ Valby Langgade 226-254/ Vestervang 5 (1927-28)
- Frederiksvej 52-62, Frederiksberg (1928)
- Wagnergaarden, Borups Allé 133-35/ Fuglebakkevej 97/ Drosselvej 80 (1930)
- Valbo og Langhuset, Valby Langgade 239-65/ Vestervang 8A-B (1931)
- Tvejegaarden, Vigerslevvej 7-27/ Nakskovvej 2-26 (1930-31)
- Strandvejen 27 (nu Østerbrogade 137)/ Nygårdsvej 1 (1931-32)
- Maagegaarden, Frederikssundsvej 53-57/ Mågevej 75-89/ Ørnevej 60-66/ Sneppevej 1-15 (1932)
- Skoleholdergaarden, Skoleholdervej 33-37/ Præstelængen 2-32/ Birkedommervej 56-64/ Degnestavnen 1-37 (1934, haveanlæg af C.Th. Sørensen)
- Ryparken 166-216 (ved Lyngbyvej) (1935-36, vinduer ændret)
- Bispeparken, Blok 4, Tagensvej 227-41/ Tuborgvej 252-62 (1941)

### Projekter
- Vej- og bebyggelsesplan for Aalborg (1. præmie 1912 samme med Rolf Schroeder)